# TV Osaka
TV Osaka (TVO) – japońska stacja telewizyjna, funkcjonująca od 1982 roku.